# Fomitiporia australiensis
Fomitiporia australiensis är en svampart som beskrevs av M. Fisch., J. Edwards, Cunningt. & Pascoe 2005. Fomitiporia australiensis ingår i släktet Fomitiporia och familjen Hymenochaetaceae.   Inga underarter finns listade i Catalogue of Life.